# Christ-König (Adendorf)

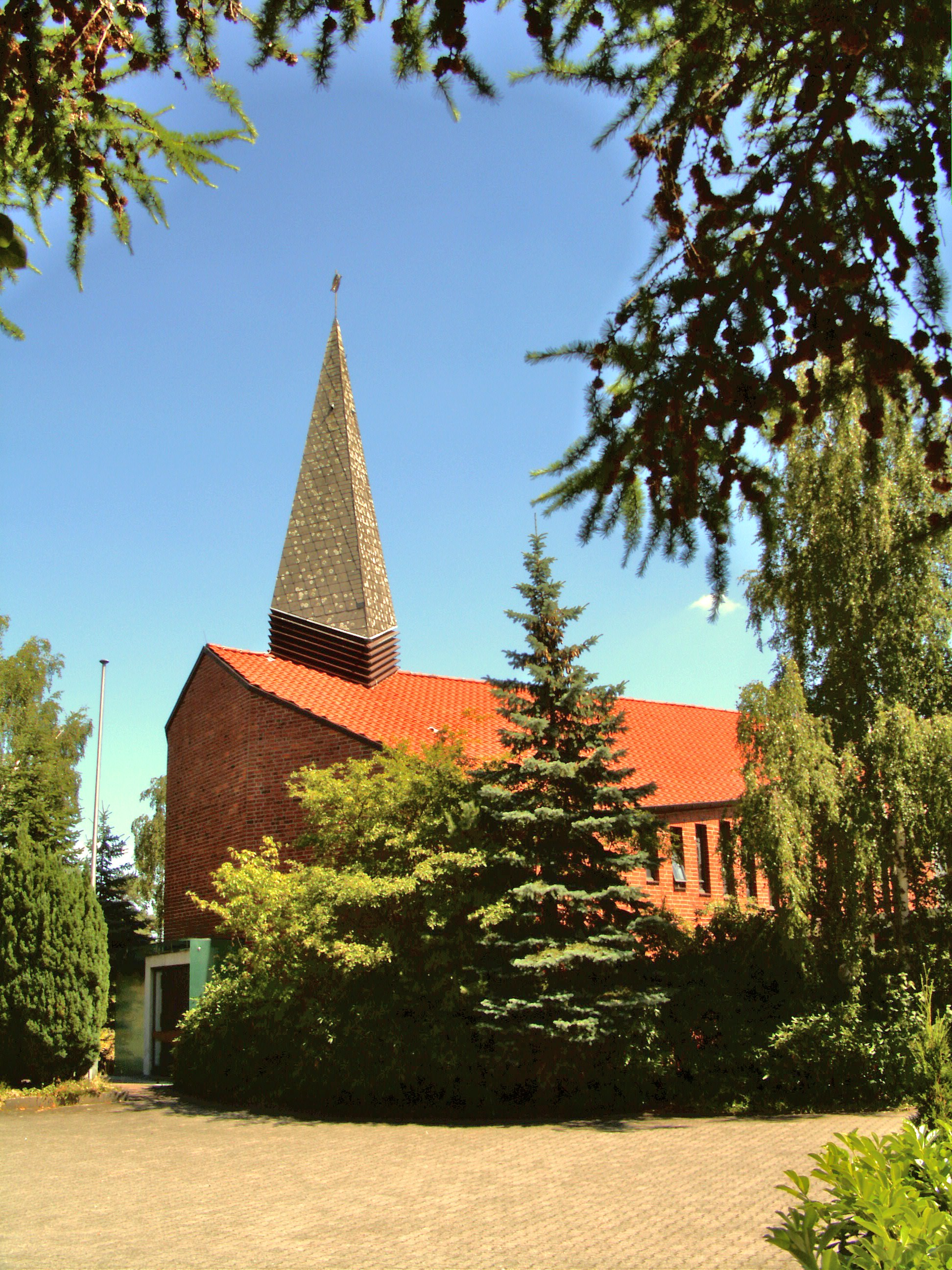
Christ-König-Kirche

Christ-König ist die römisch-katholische Kirche in Adendorf, einer Gemeinde im Landkreis Lüneburg in Niedersachsen. Sie gehört zur Pfarrgemeinde St. Marien mit Sitz in Lüneburg, im Dekanat Lüneburg des Bistums Hildesheim. Die Kirche trägt das Patrozinium Christus König, das Einzugsgebiet der Kirche umfasst über 30 Ortschaften in der Region zwischen Lüneburg und der Elbe.

## Geschichte
Im Fürstentum Lüneburg, zu dem Adendorf damals gehörte, wurde im 16. Jahrhundert die Reformation eingeführt. Dadurch wurden die Bevölkerung und die Johanneskapelle von Adendorf protestantisch.
Durch die Flucht und Vertreibung Deutscher aus Mittel- und Osteuropa 1945–1950 kamen wieder Katholiken in größerer Zahl nach Adendorf, sie stammten überwiegend aus Schlesien. Zunächst gehörten sie zur Pfarrvikarie Lüneburg-Land, Adendorf war Gottesdienststation der Lüneburger St.-Marien-Gemeinde.
Mit Schreiben vom 15. Dezember 1950 gliederte Bischof Joseph Godehard Machens aus der Pfarrvikarie Lüneburg-Land die Pfarrvikarie Adendorf aus, die Pfarrvikarie Adendorf gehörte weiterhin zur Lüneburger Pfarrgemeinde „St. Marien“. Die Gottesdienste fanden vor dem Bau der Kirche in der Adendorfer Schule und in der Wohnung des Geistlichen statt.
Im Winter 1959/60 erfolgte der Kauf des Kirchbauplatzes. Am 21. Oktober 1962 wurde der Grundstein für die Kirche Christ-König gelegt, und am 11. August 1963 erfolgte ihre Konsekration durch Bischof Heinrich Maria Janssen. Ihr Name Christ König war ein Wunsch ihres damaligen Pfarrers, der am Christkönigsfest 1949, aus sowjetischer Kriegsgefangenschaft kommend, im Lager Friedland angekommen war. Am 1. Januar 1964 wurde die Kirchengemeinde Adendorf eingerichtet, 1971 bekam sie mit St. Marianus eine inzwischen profanierte Filialkirche im benachbarten Bardowick. 1978 fand in Adendorf die Einweihung eines neuen Gemeindehauses statt.
Seit dem 1. August 2004 gehört die Kirche zur Pfarrgemeinde St. Marien in Lüneburg, die Pfarrgemeinde Christ-König in Adendorf wurde in diesem Zusammenhang aufgelöst. Das „Lokale Leitungsteam Christ-König“, Nachfolger des Freundeskreises „FFK“ (Freundinnen und Freunde der Christ-König-Kirche), unterstützt heute die Aktivitäten der Kirchengemeinde.

## Architektur und Ausstattung
Die in rund 29 Meter Höhe über dem Meeresspiegel gelegene Kirche wurde nach den Plänen des Architekten Karlheinz Bargholz aus Hamburg erbaut, nach dessen Entwürfen zeitgleich auch die neue St.-Marien-Kirche im nahegelegenen Lüneburg erbaut wurde.
Die Christ-König-Kirche steht auf dem Grundstück Wacholderweg 12, an der Ecke zum Ginsterweg. Das Gotteshaus ist mit einem Satteldach eingedeckt und wird von einem Dachreiter bekrönt. Durch ein Portal an der Nordwestseite wird das Kirchengebäude erschlossen. Der Altarraum wird durch ein Christus-König-Kreuz an seiner Rückwand dominiert, darunter sind der Tabernakel und das Ewige Licht platziert. Im Altarraum steht auch das Taufbecken. Vor einer Marienstatue können Opferkerzen aufgestellt werden. An der Ostwand des Kirchenschiffes hängen 15 Kreuzwegstationen, in die Wand ist auch der Beichtstuhl eingelassen. Eine weitere Mariendarstellung ist eine Ikone der Eleusa, eine Kopie der Gottesmutter von Wladimir, die in einer Wandnische hängt.